# Pseudeutreta ilonae
Pseudeutreta ilonae är en tvåvingeart som först beskrevs av Aczel 1953.  Pseudeutreta ilonae ingår i släktet Pseudeutreta och familjen borrflugor. Inga underarter finns listade i Catalogue of Life.